# Valget 1953
|  | Denne artikel er oprettet af botten Steenthbot ud fra en ekstern database. Den kan derfor have sproglige fejl eller mangler. Denne skabelon kan fjernes efter kontrol af indholdet. |

Valget 1953 er en dansk dokumentarisk optagelse fra 1953.

## Handling
Folketingsvalget 22. september 1953: valgplakater i gadebilledet, stemmelokaler og stemmeoptælling.
Fragmenteret uddrag fra en Politiken-ugerevy - uden lyd.

## Medvirkende
- Ib Schønberg
- Osvald Helmuth
- Povl Sabroe
- Hans Hedtoft